# محاصره بخارا
محاصره بخارا در فوریه ۱۲۲۰ میلادی، در خلال حمله مغول به امپراتوری خوارزمشاهیان، صورت گرفت. چنگیز خان، فرمانروای امپراتوری مغول، حمله‌ای چند جانبه علیه امپراتوری خوارزمشاهیان که توسط شاه علاءالدین محمد اداره می‌شد را فرماندهی نمود. در حالی که شاه قصد داشت به‌طور جداگانه از شهرهای بزرگ خود دفاع کند، مغول‌ها شهر مرزی اوترار را محاصره کردند و به خوارزم حمله کردند.
شهر بخارا مرکز عمدهٔ تجارت و فرهنگ در امپراتوری خوارزمشاهیان بود، اما این شهر دور از مرزهای امپراتوری مغول قرار داشت و بنابراین خوارزمشاه قوایی کمتر از ۲۰۰۰۰ سرباز را برای دفاع از این شهر اختصاص داد. بخشی از ارتش مغول با نیرویی که بین ۳۰۰۰۰ تا ۵۰۰۰۰ نفر تخمین زده می‌شود، صحرای قزل‌قوم، که پیش از این برای عبور ارتش‌های بزرگ صعب العبور تلقی می‌شد، را پیمودند و مدافعان بخارا را غافلگیر کردند. پس از یک یورش ناموفق از سوی مغولان، قسمت بیرونی شهر ظرف سه روز، در ۱۰ فوریه، تسلیم شد. نیروهای وفادار بهخوارزمشاهیان به مدت کمتر از دو هفته به دفاع از ارگ ادامه دادند؛ سرانجام ارگ فرو ریخت و شهر تسخیر شد.
ارتش مغول همه افراد ارگ را کشت و بیشتر مردم شهر را به بردگی گرفت. مغولان صنعتگران و پیشه‌وران ماهر را به خدمت گرفتند و دیگر ساکنان شهر را به ارتش خود فراخواندند. اگر چه بخارا در آن زمان به آتش کشیده شد و خرابی‌هایی صورت گرفت ولی تخریب در مقایسه با دیگر شهرها، نسبتاً خفیف بود. در مدت زمان کوتاهی شهر بار دیگر به مرکز تجارت و آموزش تبدیل شد و از صلح مغولی سود جست.